# Sierra de la Horconera
La Sierra de la Horconera(también conocida como Sierra Horconera o Sierra de Horconera) es un macizo montañoso situado en el extremo occidental de la Cordillera Subbética, entre los municipios de Priego de Córdoba y Rute (ambos pertenecientes a la Provincia de Córdoba). Se trata de un macizo montañoso de crestas afiladas, en el que las cimas de origen kárstico se alternan con valles profundos y encajados.

### Características geográficas
La Sierra de la Horconera se subdivide en tres unidades montañosas: El Macizo de la Tiñosa, el Macizo de Alhucemas y el Macizo del Bermejo.
La Tiñosa, con sus 1568 metros de altura sobre el nivel del mar, se encuentra en el extremo oriental de la Sierra de la Horconera. Representa el punto más elevado de la sierra, al mismo tiempo que hace de techo de la provincia de Córdoba. 
La Sierra de Alhucema se encuentra separada del Macizo de la Tiñosa por el Puerto Mahína. Así, ocupa una posición central en el conjunto de la Sierra de la Horconera. Su altitud máxima es de 1431m.
El Macizo del Bermejo es la tercera unidad montañosa de la sierra. Está localizado en el extremo occidental de la misma y se encuentra separado de la Sierra de Alhucema por el Puerto Cerezo. El segundo pico más alto de la Horconera, el Pico Bermejo, con 1476 metros de altitud, se encuentra en esta unidad montañosa.

### Fauna y flora
Las diferentes alturas y escarpados desniveles de la Sierra de la Horconera condicionan la flora y fauna local. El bosque mediterráneo y el olivar son los claros dominantes de los primeros 1.200 metros. Una vez superada esta altitud, la vegetación adquiere un gran valor botánico al enmarcarse en la denominada "vegetación de sierra calcaréa andaluza", entre la que destaca el matorral espinoso almohadillado, compuesto por especies como el piordo fino, el piorno azul o la rascavieja. 

### En la literatura
El poeta cordobés Juan Bernier ha descrito en diferentes ocasiones esta sierra cordobesa. En "Córdoba, Tierra Nuestra" (1980), el carloteño describía de la siguiente manera la Horconera: 
« Una imponente mole -una inmensa maqueta de un cataclismo geológico- donde alternan desfiladeros y precipicios de centenares de metros, con valles y puertos, todo por encima de mil metros de altura de una belleza majestuosa. Valles donde sólo crecen raras y polícromas plantas medicinales y umbrías donde la nieve que no derrite nuestro penetrante sol blanquea meses enteros en la temporada invernal»
Así mismo, el mismo Juan Bernier describe de la siguiente manera sus sensaciones al realizar el ascenso de la sierra: 
«…venciendo el frío viento que poco tarda desde la enorme cinta blanca de la Sierra Nevada, por vericuetos rocosos, por senderillos de musgo, por campos 

de fríos lirios, la ascensión es una aventura inolvidable. Es el vértigo de la altura hasta coronar la soledad de la cumbre a 1.570 metros. Es desplegarse delante de nosotros los mapas reales de Córdoba, Jaén, Granada y Málaga, y sus gigantes cimas. Es sentirse vecinos del Mulhacén y del Veleta, densamente blanqueados y brillantes de hielo. Es casi tocar las soledades de la sierra de Cazorla, paraíso de la flora. Es sentir los ecos del torcal de Antequera, que nos impide ver el oleaje del Mare Nostrum. En fin, es el orgullo de galopar, desde la soledad mágica de una naturaleza deslumbrante»